# Prostebbingia levis
Prostebbingia levis är en kräftdjursart som först beskrevs av Thomson 1879.  Prostebbingia levis ingår i släktet Prostebbingia och familjen Eusiridae. Inga underarter finns listade i Catalogue of Life.